# Martiya
Martiya (¿- 521 a. C.), hijo de Zinzakriš, fue brevemente rey de Elam del 522 al 521 a. C. al rebelarse contra el rey persa aqueménida Darío I.

## Contexto histórico
En marzo del 522 a. C., un mago llamado Gaumata obtuvo el poder en el imperio persa haciéndose pasar por Esmerdis, el hermano del rey Cambises II. Gaumata pudo hacerlo ya que el Esmerdis verdadero había sido secretamente asesinado por orden de su hermano. Inmediatamente Cambises marchó contra el usurpador, pero murió antes de llegar a Persia. El falso Esmerdis pudo así gobernar.
Ótanes, hermano de la madre de Cambises y Esmerdis, fue el primero en sospechar del engaño. Ótanes invitó a Aspatines y Gobrias a tratar el asunto. Juntos decidieron compartir el secreto con otros tres conspiradores: Hidarnes, Intafrenes y Megabizo I. Estaban todos haciendo planes cuando llegó Darío I y se les añadió. Convenció a los otros de que lo mejor era actuar inmediatamente. Así, el 29 de septiembre de 522 a. C., mataron al falso Esmerdis. Darío fue nombrado rey.

## Múltiples rebeliones
Inmediatamente varias provincias se rebelaron. Martiya, cuyo nombre es persa y significa «guerrero», continuó la rebelión elamita iniciada por Assina en septiembre del 522 a. C., rebelión que fue suprimida inmediatamente. En invierno, Martiya tomó el liderazgo de la revuelta y se proclamó rey con el nombre al trono de Ummaniŝ (Ummanish). Como Martiya no representaba amenaza directa contra los intereses vitales de Darío, fue dejado algún tiempo.
Pero cuando el rey persa marchó de Media, donde había acabado con la revuelta de Fraortes, hacia Persia, una parte de la población elamita decidió que era mejor acabar con Martiya, lo que debió suceder sobre el mes de junio del 521 a. C. Esto se deduce del relieve que se encuentra sobre la inscripción de Behistún, que muestra a los oponentes de Darío por orden de su muerte. El hombre representado justo delante de Martiya es el medo Fraortes.

## Elam sigue inquieta
Por cierto tiempo, Elam permaneció tranquila pero posteriormente Martiya fue sucedido por otro rey rebelde, Atamaita, quien fue capturado por el Gobrias anteriormente mencionado en otoño del 521 a. C. o en el siguiente invierno. Darío se encargó personalmente del rebelde, tal y como había hecho con Assina el año anterior.